# Дом Стенбок-Фермора
Дом Балашова (дом Стенбок-Фермора) — памятник архитектуры. Расположен в Санкт-Петербурге, современный адрес — набережная Макарова, 26.
Участок с начала XVIII века был един с участком, на котором сейчас стоит дом № 28. В 1730-х годах территорией владел И. Г. Гаврилов, с 1740 года — Я. Р. Антоновский, с 1785 года — И. А. Немонов, с 1788 года — коллежский регистратор Шульгин. При купце Зайцеве на рубеже XVIII и XIX веков участок разделили, на 1804 год владельцем был П. Г. Демидов, державший на территории только хозяйственные постройки для хранения и продажи красного дерева и голландского угля. В 1820-х годах участком стал владеть домкратный мастер Экхорт.
В 1833—1834 годах участок купил А. Д. Балашов, для него в 1834 году А. М. Болотов разработал проект дома. Безордерный фасад обращён на набережную, у дома три этажа на высоком подвале, дом похож на доходный дом Сюзора. Ризалит завершён треугольным фронтоном, со стороны двора стоят трёхэтажные каменные галереи (до начала 1970х годов — открытые, позже застеклены). Дворовые флигели строились позже основного дома и неоднократно перестраивались.
К 1849 году домом владел Дмитрий Александрович Балашов, от него в 1868 году здание перешло к Н. А. Стенбок-Фермор. Стенбок-Ферморы владели домом до 1917 года, незадолго до революции владельцем стало Общество Верхне-Исетских горных и механических заводов, акционерами которого они были.
В 1892—1895 в доме жил А. А. Зограф, в 1899—1905 годах — С. С. Козлов, в 1914—1940 годах — П. П. Светлицкий, ранее — И. Ф. Ковшенков, Н. П. Петров и К. А. Горбунов.
В 1967 году в доме прошёл капитальный ремонт, после чего он был передан НИИ озёрного и речного рыбного хозяйства (НПО «Промрыбвод»).